# Каркоц, Пётр Кириллович
Пётр Кириллович Каркоц (укр. Петро Кирилович Каркоц, 1894 — 1941), фамилия в подполье Петренко, псевдоним дядя Вася — советский партийный деятель, секретарь подпольного Молотовского районного комитета ВКП(б) города Киева.

## Биография
Родился в еврейской семье. Остался на подпольной работе в оккупированном Киеве, возглавляемый им подпольный райком находился в квартире № 4 дома № 3 по Некрасовской улице. В результате предательства, 18 октября 1941 арестован вместе с женой и замучен в застенках гестапо, похоронен в урочище Бабий Яр. После его смерти начал действовать запасной райком.

## Память
С 1975 до 1991 улица Нагорная называлась улица Каркоца.